# Miñones d'Àlaba
Els miñones d'Àlaba (basc miñoiak) és un cos policial dependent de la Diputació Foral d'Àlaba. Es va formar en el segle xviii a Guipúscoa i Biscaia, i la seva missió original era la de mantenir l'ordre públic i la pau social. A Àlaba també van ser anomenats cuadrilleros" al principi, però aviat els de Guipúscoa foren anomenats mikeletes, i finalment es va imposar el nom de miñones.
Amb el temps van perdre funcions. Després de la tercera guerra carlina Àlaba va perdre els seus furs i el nombre de "miñoiak" es va reduir considerablement. Després de la guerra civil espanyola el cos es va diferenciar dels mikeletes de Biscaia i Guipúscoa, però les seves funcions van quedar reduïdes a l'atenció i protocol a edificis oficials.
Després de la fi de la dictadura franquista es va recuperar el servei d'aquest cos i es va integrar dins de l'estructura regional de l'Ertzaintza. L'estatut d'autonomia del País Basc de 1979 els posa en mans del govern basc, però tot i així la Diputació Foral d'Àlaba encara té jurisdicció sobre el cos.
El 9 de gener de 1980 ETA militar va matar el cap dels miñoiak Jesús Velasco Zuazola. Aquest va ser el primer atac d'ETA contra la policia autonòmica després de la dictadura.

## Competències
Els miñoiak tenen cura dels edificis de la Diputació Foral d'Àlaba i del trànsit arreu del territori d'Àlaba. La Llei de Policia de 1992 els ha convertit en atal o secció de l'Ertzaintza, en la que s'han integrat orgànicament, però el seu funcionalment depèn de la Diputació Foral.
Tenen atribuïdes les següents tasques:
- Vigilància de la Diputació
- Edificis provincials, i la seguretat del patrimoni
- Medi ambient (muntanyes, caça, pesca, parcs naturals, etc.).
- Control de transports
- El trànsit per carreteres secundàries[3]
- Coordinació interior i exterior

## Recursos mòbils
Disposen dels següents vehicles:
- Nissan Pathfinder
- Nissan Terrano II
- Renault Laguna
- Renault Master